# Sobre as Espirais
Sobre as Espirais é um tratado de Arquimedes. Embora Arquimedes não tenha descoberto a espiral de Arquimedes, ele empregou-a neste livro para quadrar um círculo e trissectar um ângulo.